# ブレイン・デイヴィッド・ノーダール
ブレイン・デイヴィッド・ノーダール（Blane David Nordahl、1962年4月19日 - ）は、アメリカ合衆国の住宅対象侵入窃盗犯で、イヴァナ・トランプ、カート・ゴーディ、ブルース・スプリングスティーンなどの自宅を荒らしたことから、「Burglar to the Stars（スター専門の空き巣)」と通称されている。身長5フィート4インチ（約163cm）、体重150ポンド（約68kg）で、窃盗犯として優れた技量をもつノーダールは、アメリカ合衆国東海岸各地で、裕福な個人の住宅ばかりを狙い、もっぱらホールマーク付きのアンティーク銀食器類を盗んだ。その技量にもかかわらず、ノーダールは8回逮捕されており、何年も刑務所に服役している。盗んだ総額について、正確なところは判明していないが、2000年11月の『USニューズ&ワールド・レポート』誌の記事によると、10州にまたがる150件の犯行で被害額は300万ドルに及ぶという。

## 経歴

### 生い立ち
ノーダールは、1962年4月19日に、画家デイヴィッド・ノーダールとその妻シャロン (Sharon) の間に生まれ、ミネソタ州アルバート・リーで育った。ウィスコンシン州で高校に通ったが、ドロップアウトして、建設業界で働くようになった。一家は後にニューメキシコ州サンタフェへ移り住んだが、当地でノーダールは高卒相当の学力であることを証明するGEDに合格し、その後、アメリカ海軍に入隊して数年間勤務した。

### 犯罪に手を染める
ノーダールが犯罪者としてのキャリアに踏み込んだのは、ニュージャージー州モンマス郡の海軍の武器保管施設に配属されていた1983年のことだった。ノーダールはすぐに逮捕され、短期間ながら刑務所に送られた。この初期の段階では、ニュージャージー州バーリントン郡でおきた窃盗事件でも刑務所に送られているが、いずれの事件でも、服役態度良好として早期に仮出所で保釈されている。1991年、侵入窃盗の道具を所持して徘徊していたとして、ノーダールは再び逮捕され、住居侵入自体の十分な証拠はなかったが、罪に問われた。この件でノーダールは、ペンシルベニア州モンゴメリー郡の刑務所で数ヶ月服役した。そこから釈放された直後に、40件もの窃盗を告白して、再び刑務所に戻されることとなった。

### スター専門の空き巣
刑務所から出所したノーダールは、犯罪を続け、1996年には75万ドル相当の被害額の窃盗犯としてコネチカット州の警察が逮捕状をとった。その中には、グリニッジのイヴァナ・トランプの邸宅から盗み出された総額5万ドル相当の銀製の塩・胡椒入れ120組も含まれていた。この報道に接したシカゴのノースショア地区の警察は、当地で発生していた、裕福な個人ばかりを狙った11件の連続侵入窃盗事件が、ノーダールによるものであるかもしれないと色めき立った。連邦捜査局 (FBI) が捜査に介入し、クレジットカードで支払われていたレンタカーの領収書類などから、ノーダールの行動を跡づけた。ノーダールは、10月15日に、ウィスコンシン州スパルタのウォルマートの店舗の外で逮捕され、身柄引き渡しを待つ身となった。この時点までに、各地の警察がノーダールに関心を寄せており、各地で未解決の侵入窃盗事件がノーダールの犯行ではないかと疑われるようになっていた。
1997年、検察官との司法取引の一環として、ノーダールは州を超えて盗品を移送しようと企て謀議したことについて罪を認めた。そのまま判決を待って留置されていたところ、判決を下すための公判が延期されたため1998年7月に保釈された。この頃には、メディアから「スター専門の空き巣」というあだ名がつけられていた。2000年になって、1997年に認めた謀議について懲役5年の有罪判決が下り、100万ドルの追徴金が課された。検察側との司法取引の結果、ノーダールは5州にまたがる50件の犯行について訴追を免れた。

### さらなる逮捕
2001年4月に仮出所した直後、ノーダールは逃亡し、フィラデルフィアでさらに犯行を重ねた。変名を使って行動していたノーダールは、2002年3月まで逃走を続けたが、遂にはニュージャージー州メイプル・シェイド郡区で連邦保安官に逮捕された。新たな侵入窃盗での訴追は受けなかったが、仮出所規則の違反を問われて2年間の懲役となった。
2003年11月には釈放されたが、そのまま監視下に置かれ、ニューヨーク州ダッチェス郡の地区検察局が求めていた侵入窃盗および大規模窃盗 (grand larceny) による訴追を受けるためニューヨーク州へ移送される運びになっていた。しかし、ノーダールは再び逃亡し、この身柄引き渡しを回避した。
この頃、東海岸一帯では、大邸宅を狙った巧妙な侵入窃盗が連続して発生し、高価な銀食器類が盗まれていた。当初、これらの事件は、捜査陣を困惑させたが、重大事件を担当していたフィラデルフィアのジャック・マクギネス刑事 (Detective Jack McGiness) は後に次のように述べている。

突然、あれこれ事件が起こり、手口はみんなノーダール流だった。我々は、彼が拘束されていると思っていたのだが、やがてそうではなかったことがわかった。

2004年1月、ノーダールはフィラデルフィアで、再び連邦保安官によって、今回は元ガールフレンドの姉妹の家にいたところを逮捕された。逮捕の際にノーダールは暴力的な抵抗も試みたが、結局、公務執行妨害（警察官への暴行）と保釈金不払いで訴追された。
2004年12月、ノーダールは懲役8年の判決を受けた。
2010年に仮出所した後、ノーダールは2013年8月26日にフロリダ州ヒリヤードで、ナッソー郡保安官事務所によって逮捕された。

## 動機と手口
ノーダールは、巧妙で、大胆な侵入窃盗で知られており、しばしば、アルフレッド・ヒッチコック監督の映画『泥棒成金』でケーリー・グラントが演じた主人公の泥棒ジョン・ロビー (John Robie) に喩えられた。ノーダールは、住民が家の中で寝ているときに侵入することもよくあり、自分は金のためだけではなく、興奮を求めて盗みに入るのだと語っていた.。ノーダールは自らの悪名を楽しんでおり、ある捜査官は、彼には「家のように大きなエゴ」がある、と述べた。2000年のインタビューでノーダールは、次のように述べている。

ナチュラル・ハイみたいなもんだよ。空白を埋めてくれる。人生はとても平凡で、とても退屈なことが多いんだ。何か違ったことが欲しくなるんだよ。

ノーダールの侵入窃盗は、通常、独特なパターンを踏んでいる。狙うのは金持ちの家族ばかりで、その情報収集は地元の図書館で行なうことが多かった。侵入方法は、フランス扉（観音開きのガラスドア）か窓のガラス板を、切り取るか、取り外して、そこから中へ這って入り、扉や窓を開けたときに鳴るように設定されている警報装置を回避していた。これは、時には1時間以上かかる、細心の注意を要する作業である。必要な場合、ノーダールは、注意深く学んできた知識を使って警報装置を切っていた。
ひとたび家の中に入ると、ノーダールは、盗む品物ははっきりと決まっていた。興味を示すのは本物の銀食器類だけで、引き出しから品物を取り出すと、持ち込んだ銀の検査キットを使って銀であることを確認していた。銀食器でも皿などは盗まずに残していくこともあった。1996年に逮捕された際、警察が見つけた所持品の中には、最新版の骨董品、収集対象品の価格ガイドやアメリカの富豪名鑑が含まれていた。
ノーダールの巧みなアプローチは、何年もかけて洗練されてきた、様々な失敗から学んできたものである。警察が、靴の足跡を手掛かりにニュージャージー州の事件をノーダールの犯行と断じて以降、ノーダールは犯行ごとに服装と靴を捨てるようになった。また、足跡などの痕跡を残さないよう、犯行の痕跡を拭い去ることに一層の注意を払うようになった。
犯罪の重大さにもかかわらず、警察の捜査官たちは、ノーダールのプロフェッショナルぶりに一定の敬意をもっていた。マサチューセッツ州ウェルズリー警察のウェイン・カニンガム警部補 (Lieutenant Wayne Cunningham) は、ノーダールを「彼の分野の最高級の職人 (master of his craft)」と評した。前出のマクギネス警部 (Captain McGiness) は次のように述べている。

こいつは本物のプロフェッショナルなんだ。いつも特別な、小さなすべり止めのついた手袋を着けていて、パティオの扉からガラス板を外し、家の中を歩き、大事なものを盗んで去って行く間、家の者も何も気づかない。

ニュージャージー州モンマス郡の刑事ロニー・メイソン (Lonnie Mason) は次のように述べている。

はっきり言っておくけど、僕は彼の、侵入盗としての能力に敬意をもってる。あいつはその能力でこの仕事をやってるんだ。

ノーダールの経歴は、刑事ドラマ『LAW & ORDER:犯罪心理捜査班 (Law & Order: Criminal Intent)』のシーズン4第8話（通算74話）「幻の銀食器 (Silver Lining)」にインスピレーションを与えた。